# Saint-Antoine-de-l'Isle-aux-Grues
Pour les articles homonymes, voir Saint-Antoine.
Saint-Antoine-de-l'Isle-aux-Grues est une municipalité de paroisse du Québec située dans la MRC de Montmagny en Chaudière-Appalaches.

## Description
Elle comprend la plupart des îles qui composent l'archipel de L'Isle-aux-Grues, bien que la seule zone habitée en permanence soit située sur l'île aux Grues elle-même.
L'île aux Grues est une destination touristique populaire en été pour les amateurs de plein air et de calme. On y trouve une fromagerie réputée et on y fête la Mi-Carême.

## Histoire

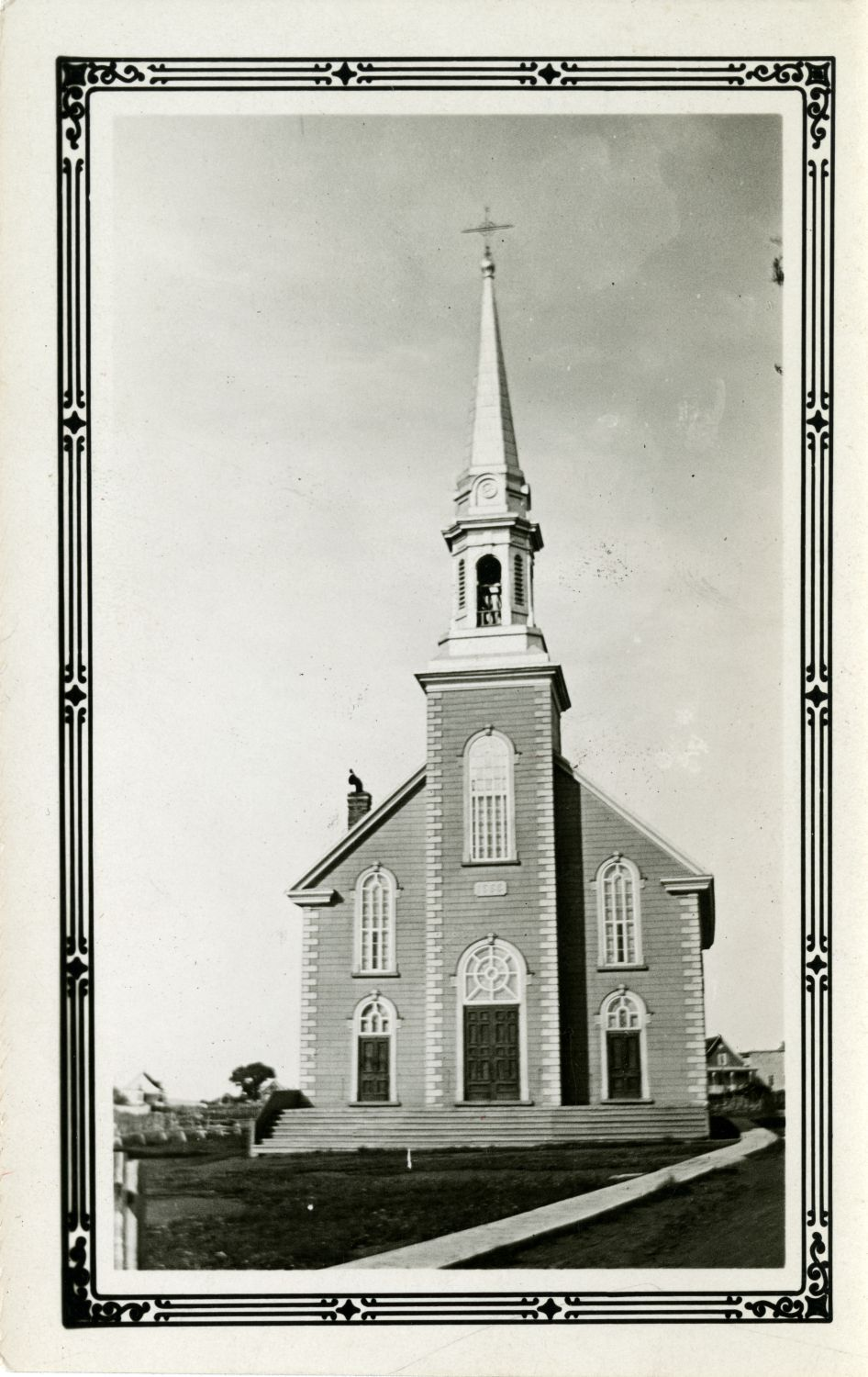
L'église Saint-Antoine vers 1900

### Chronologie
- 1er juillet 1845 : Érection de la paroisse d'Isle aux Grues.
- 1er septembre 1847 : Fusion de la paroisse d'Isle aux Grues avec d'autres entités municipales pour l'érection du comté de d'Islet.
- 25 avril 1849 : La paroisse prend le nom de Saint-Antoine de l'Isle aux Grues.
- 1853 : La paroisse passe du comté d'Islet au comté de Montmagny.
- 15 mars 1969 : La paroisse de Saint-Antoine de l'Isle aux Grues devient la municipalité de paroisse de Saint-Antoine-de-l'Isle-aux-Grues.

## Démographie
| 1861 | 1871 | 1881 | 1891 | 1901 | 1911 | 1921 | 1931 | 1941 |
| ---- | ---- | ---- | ---- | ---- | ---- | ---- | ---- | ---- |
| 483  | 639  | 630  | 586  | 517  | 681  | 646  | 510  | 528  |

| 1951 | 1956 | 1961 | 1966 | 1971 | 1976 | 1981 | 1986 | 1991 |
| ---- | ---- | ---- | ---- | ---- | ---- | ---- | ---- | ---- |
| 461  | 425  | 364  | 260  | 234  | 215  | 236  | 238  | 202  |

| 1996 | 2001 | 2006 | 2011 | 2016 | - | - | - | - |
| ---- | ---- | ---- | ---- | ---- | - | - | - | - |
| 176  | 158  | 163  | 146  | 144  | - | - | - | - |

## Administration
Le conseil municipal de Saint-Antoine-de-l'Isle-aux-Grues est composé d'un maire et de six conseillers qui sont élus en bloc à tous les quatre ans sans division territoriale.

### Liste des maires
Les élections municipales se font en bloc pour le maire et les six conseillers.
| Saint-Antoine-de-l'Isle-aux-Grues Maires depuis 2003                                                                 |                          |         |          |
| Élection | Maire                    | Qualité | Résultat |
| 2003 | Jacques-André Roy        |         | Voir     |
| 2005 | Jacques-André Roy        | Voir    |          |
| 2009 | Frédéric Poulin          |         | Voir     |
| 2013 | Frédéric Poulin          | Voir    |          |
| n/d | Lisette Vézina Painchaud |         | Voir     |
| 2017 | Pierre Gariepy           |         | Voir     |
| 2021 | Pierre Gariepy           | Voir    |          |
| avr. 2023 | Frédéric Poulin          |         | Voir     |
| Élection partielle en italique Depuis 2005, les élections sont simultanées dans toutes les municipalités québécoises |                          |         |          |

## Personnalités liées à la municipalité

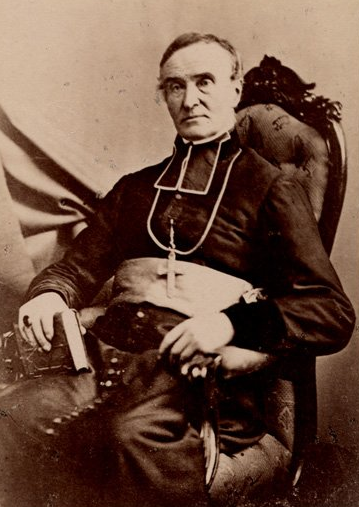
Mgr Charles-François Baillargeon

- Charles-François Baillargeon, archevêque de Québec
- Jean Paul Riopelle, peintre ayant habité sur l'île. Un fromage produit sur l'île porte d'ailleurs son nom.

## Galerie

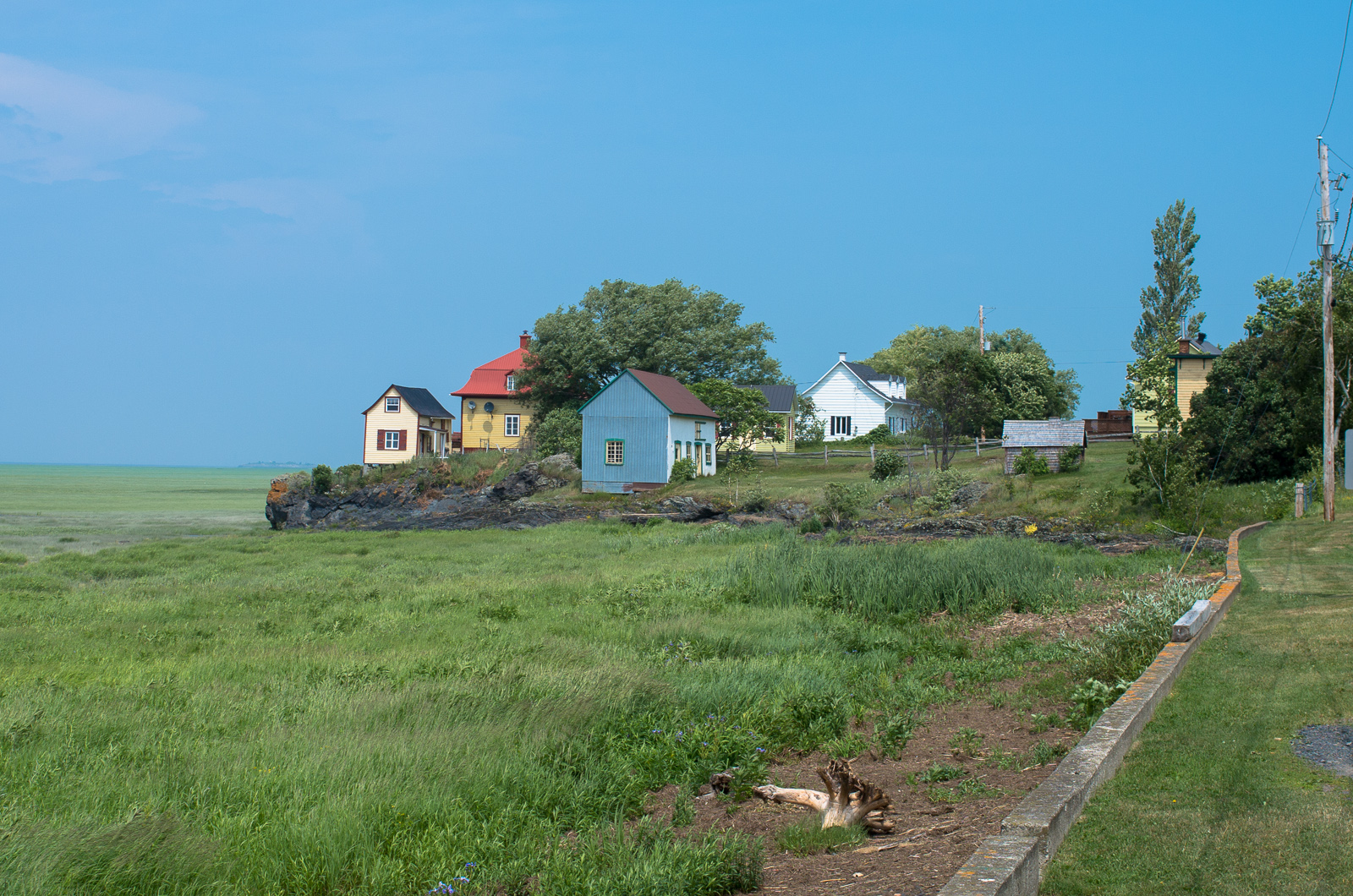
Résidences colorées sur L'Isle-aux-Grues.
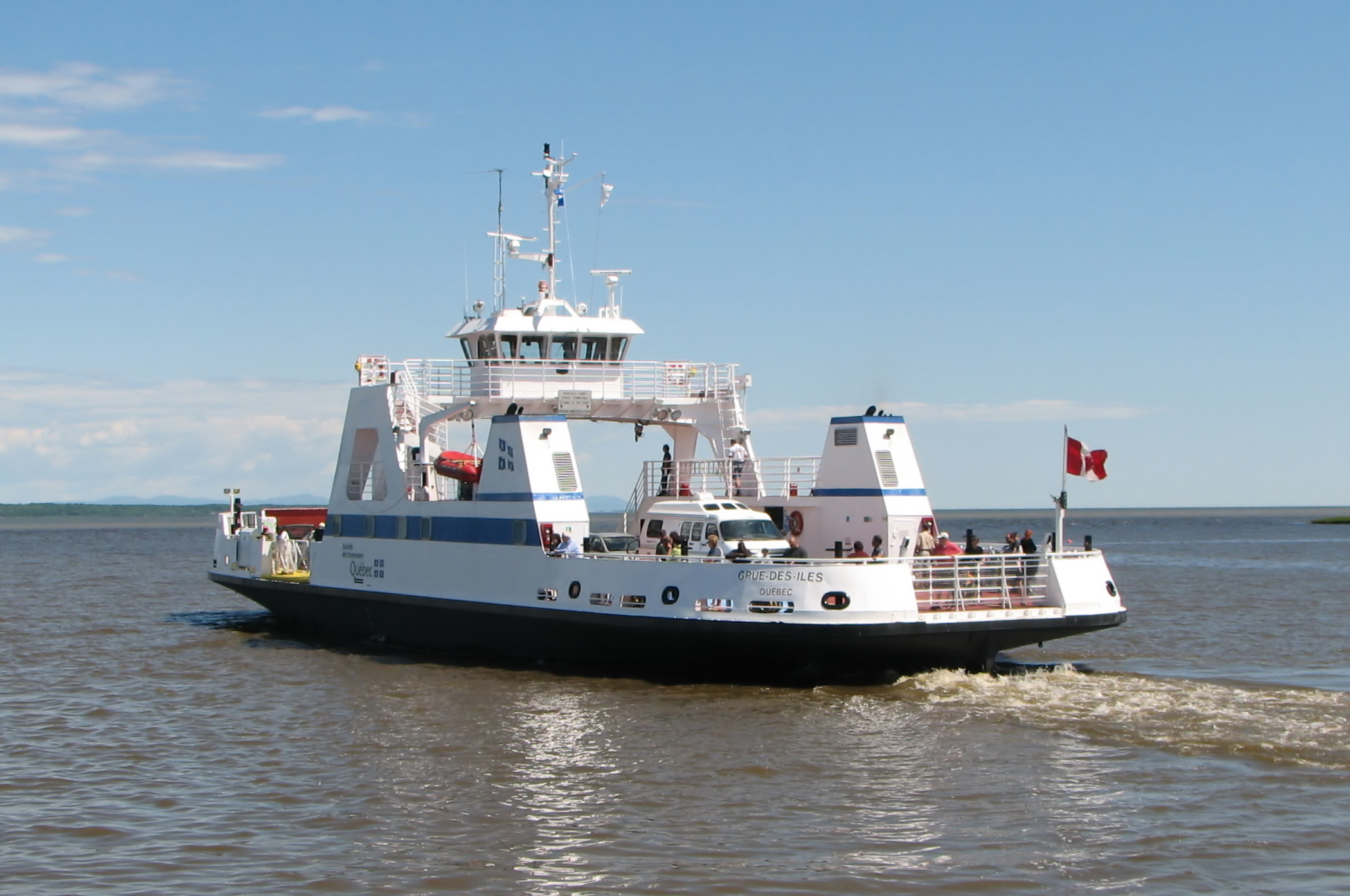
Le Grue-des-Iles reliant Montmagny et l'Isle-aux-Grues
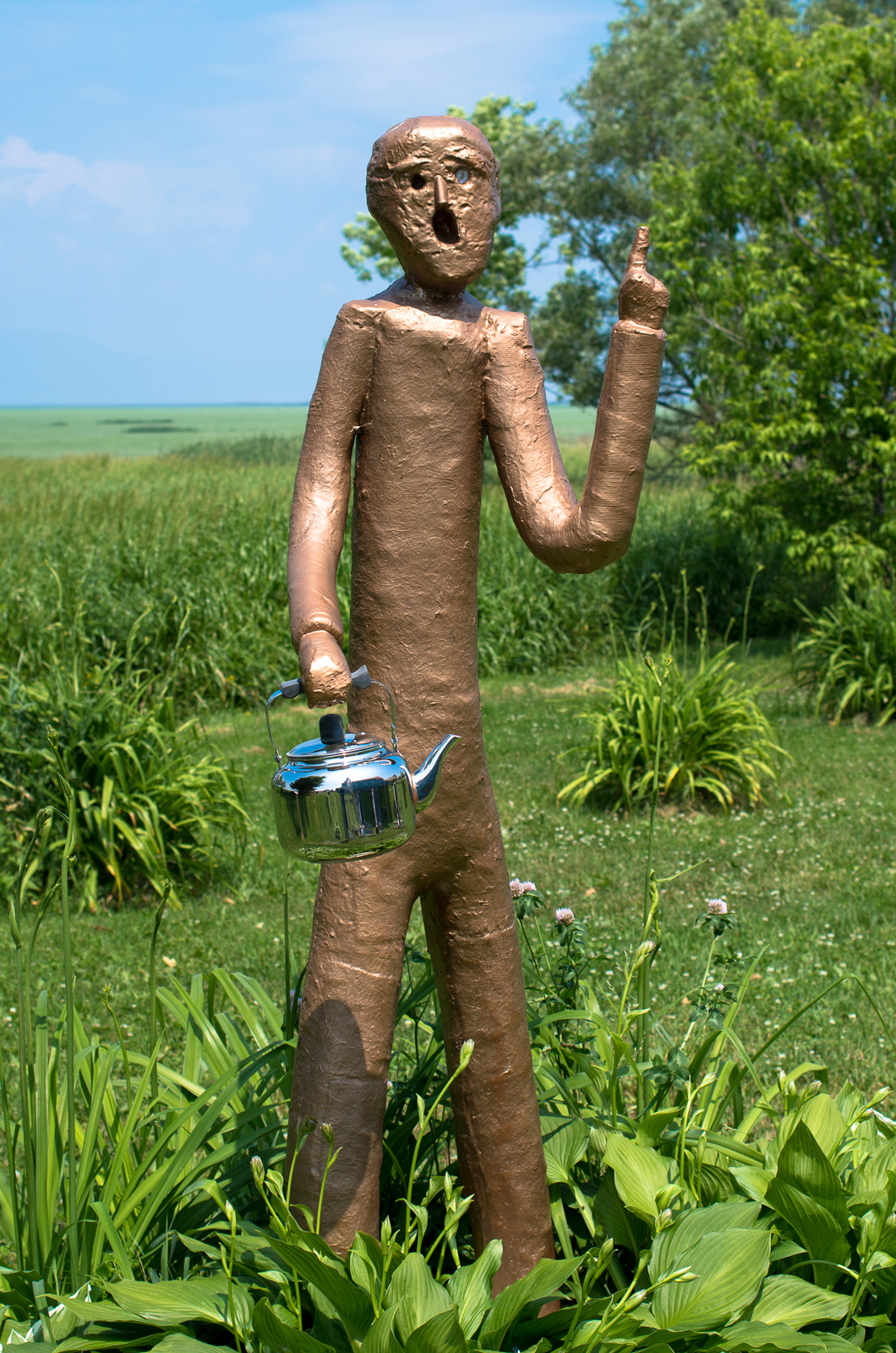
Œuvre "La criée des âmes" d'Eudor Jean Vézina. Située derrière l'église de L'Isle-aux-Grues.